# Eleições gerais no Reino Unido em 1992
As eleições gerais no Reino Unido em 1992 foram realizadas a 9 de abril para eleger os 651 assentos para a Câmara dos Comuns do Reino Unido.
O Partido Conservador sofria um período de enorme instabilidade interna, que culminou na demissão de Margaret Thatcher, primeira-ministra desde 1979, em 1990, com muitos membros conservadores a acusarem-na de pôr em risco o governo conservador. Com John Major, os conservadores continuaram num clima de confronto interno, bem como, sofrendo com uma forte recessão económica no início da década e, muitos pensavam que o domínio conservador estava a chegar ao fim. Apesar destas previsões, os conservadores contrariam todas as expectativas voltaram a vencer as eleições, pela quarta vez seguida, bem como mantendo a maioria absoluta na Câmara dos Comuns.
O Partido Trabalhista, liderado por Neil Kinnock, apresentou-se com um programa cada vez mais moderado e centrista, aceitando algumas das reformas do Thatcherismo bem como defendendo a integração do Reino Unido na União Europeia. Os trabalhistas partiram para estas eleições com uma enorme confiança que iriam voltar ao governo, e, apesar das sondagens apontaram para tal acontecer, o partido obteve ganhos modestos, ficando longe de ameaçar o domínio conservador, com muitos a questionarem se os trabalhistas iriam voltar ao poder, no futuro próximo.
Os Liberal Democratas, partido fruto da fusão do Partido Liberal com o Partido Social Democrata, ficou-se pelos 18% dos votos e 20 deputados, distante dos resultados obtidos pela aliança liberal - social democrata.
Após as eleições, John Major manteve-se como primeiro-ministro britânico até 1997.

## Resultados Oficiais
| Partido                 | Partido                                | Votos      | %             | +/-     | Deputados | +/-     |
| ----------------------- | -------------------------------------- | ---------- | ------------- | ------- | --------- | ------- |
|                         | Partido Conservador                    | 14 093 007 | 41,9 / 100,0  | 0,3     | 336 / 651 | 40      |
|                         | Partido Trabalhista                    | 11 560 484 | 34,4 / 100,0  | 3,6     | 271 / 651 | 42      |
|                         | Liberal Democratas                     | 5 999 606  | 17,8 / 100,0  | 4,8     | 20 / 651  | 2       |
|                         | Partido Nacional Escocês               | 629 564    | 1,9 / 100,0   | 0,6     | 3 / 651   | Estável |
|                         | Partido Unionista do Ulster            | 271 049    | 0,8 / 100,0   | Estável | 9 / 651   | Estável |
|                         | Partido Social Democrata e Trabalhista | 184 445    | 0,5 / 100,0   | Estável | 4 / 651   | 1       |
|                         | Plaid Cymru                            | 156 796    | 0,5 / 100,0   | 0,1     | 4 / 651   | 1       |
|                         | Partido Unionista Democrático          | 103 039    | 0,3 / 100,0   | Estável | 3 / 651   | Estável |
|                         | Partido Popular Unionista do Ulster    | 19 305     | 0,1 / 100,0   | Estável | 1 / 651   | Estável |
|                         | Outros                                 | 596 779    | 1,8 / 100,0   |         | 0 / 651   |         |
| Total                   | Total                                  | 33 614 074 | 100,0 / 100,0 |         | 651 / 651 | 1       |
| Eleitorado/Participação | Eleitorado/Participação                | 43 261 357 | 77,7 / 100,0  | 2,4     |           |         |